# Siemion Dmitrijew
Siemion Siergiejewicz Dmitrijew (ros. Семен Сергеевич Дмитриев; ur. 1 stycznia 1994 w Sosnowym Borze) – rosyjski siatkarz, grający na pozycji przyjmującego. 
Jego żoną jest siatkarka Tatjana Romanowa.

## Sukcesy klubowe
Mistrzostwo Rosji:
- 2019[3], 2021

Puchar Rosji:
- 2020

Puchar CEV:
- 2021

Superpuchar Rosji:
- 2021